# Coppa Agostoni 1951
La Coppa Agostoni 1951, sesta edizione della corsa, si svolse il 22 ottobre 1951 su un percorso di 212 km. La vittoria fu appannaggio dell'italiano Renzo Accordi, che completò il percorso in 5h55'00", precedendo i connazionali Spirito Godio e Ampelio Rossi.

## Ordine d'arrivo (Top 10)
| Pos. | Corridore          | Squadra            | Tempo    |
| ---- | ------------------ | ------------------ | -------- |
| 1    | Renzo Accordi      | -                  | 5h55'00" |
| 2    | Spirito Godio      | S.C. Borgomanerese | a 15"    |
| 3    | Ampelio Rossi      | -                  | a 1'55"  |
| 4    | Gaetano Laganà     | -                  | s.t.     |
| 5    | Romano Fergonzi    | -                  | s.t.     |
| 6    | Giuseppe Petrocchi | U.S. Sangiorgese   | a 5'50"  |
| 7    | Luigi Brioschi     | -                  | a 10'00" |
| 8    | Franco Arosio      | -                  | s.t.     |
| 9    | Rolando Verdini    | Ganna-Ursus        | a 14'30" |
| 10   | Luigi Balgera      | -                  | s.t.     |